# George Renwick
George Russell Renwick (7. august 1901 – 25. juli 1984) var en britisk atlet som deltog i de olympiske lege 1924 i Paris.
Renwick vandt en bronzemedalje i atletik under OL 1924 i Paris. Han var med på det britiske stafethold som kom på en tredje plads i disciplinen 4 x 400 meter, mænd med tiden 3.17,4 bag efter USA som vandt med 3.16,0 hvilket var en ny verdensrekord, Sverige blev nummer to. De andre på holdet var Edward Toms, Richard Ripley og Guy Butler.